# Здебська Наталя Леонідівна
Ната́ля Леоні́дівна Зде́бська (16 серпня 1986, Горлівка) — майстер спорту України, міжнародний гросмейстер серед жінок (2004). Неодноразово представляла Україну на чемпіонатах світу та Європи серед юніорів в різних вікових категоріях: бронза (2000, Каллітея, чемпіонат світу до 14 років), бронза (2001, Каллітея, чемпіонат світу до 16 років), срібло (2003, Каллітея, чемпіонат світу до 18 років).
 У складі збірної України учасниця двадцять третього Олімпіади (2008) у Дрездені, де Україна посіла 2 місце. Срібний призер I Всесвітніх інтелектуальних Ігор 2008 (швидкі шахи — команда).

## Основні спортивні досягнення
- 2000 — 1 місце, Севастополь
- 2002 — Чемпіонат Європи по бліцу, 2 місце, Анталія
- 2003 — 5 місце, Миколаїв
- 2003 — 1 місце, «Феміда-2003», Харків
- 2005 — 1 місце, меморіал ім. Людмили Руденко, Санкт-Петербург
- 2005 — 1 місце, Кишинів
- 2005 — 2 місце, чемпіонат України, Алушта
- 2006 — 3 місце, чемпіонат України,  Одеса
- 2008 — 2[1] місце, 1[2] місце, 23-я шахова олімпіада, Дрезден
- 2009 — 3[1] місце, командний чемпіонат Європи, Новий Сад
- 2009 — 3[1] місце, командний чемпіонат світу, Нінбо